# Ragas alpina
Ragas alpina är en tvåvingeart som beskrevs av Sinclair och Saigusa 2001. Ragas alpina ingår i släktet Ragas och familjen dansflugor.
Artens utbredningsområde är Arizona. Inga underarter finns listade i Catalogue of Life.